# 코지마 바그너

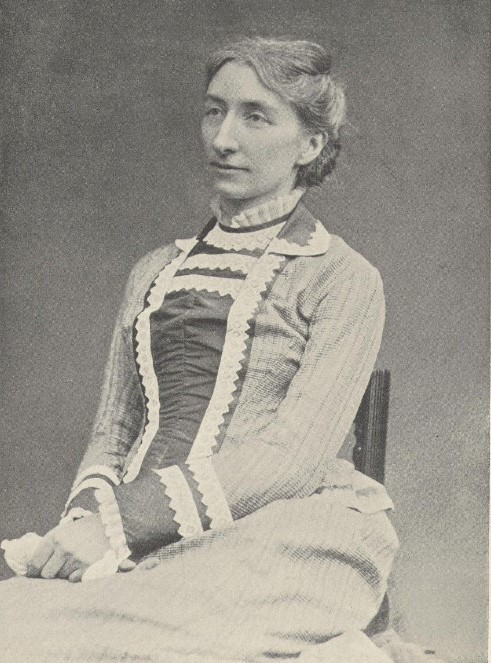
코지마 바그너

코지마 프란체스카 가에타나 바그너(Cosima Francesca Gaetana Wagner, 1837년 12월 24일 ~ 1930년 4월 1일)는 리하르트 바그너의 두 번째 아내. 아버지는 피아니스트이자 작곡가인 프란츠 리스트, 어머니는 나중에 다니엘 스테른(스턴)이라는 필명으로 작가활동을 하는 마리 더그 백작 부인. 부모는 10년 넘게 애인 관계를 유지했으며 둘째 딸로 이탈리아 벨라조에서 태어났다.

## 생애
유모 손에 자란 뒤 언니 블란딘 리스트(Blandine Liszt)와 둘이서 리스트의 어머니 안나 리스트에게 맡겨져 기숙사에 맡겨졌다. 다시 안나 리스트의 품으로 돌아오지만 이후 러시아에서 불려온 페테르시 여사를 후견인으로 교육받는다.
9년이 지난 후 1853년, 아버지 리스트와 재회했다. 이후 베를린에서 교육을 받는다. 1857년 지휘자 한스 폰 뷜로와 결혼해 두 아이를 낳았지만 결혼 후 별거했다.
1862년에 리하르트 바그너를 알게 되어, 점차 서로 끌리게 되었다. 1865년에는 바그너와의 사이에 장녀 이졸데가 탄생했다. 이듬해에는 스위스 루체른 교외 트립센에서 동거생활을 시작했다. 1867년 둘째 딸 에이퍼, 1869년 외동아들 지크프리트를 출산했다.
1870년 뷜로와 정식 이혼하고 바그너와 정식 재혼한 뒤 그해 그녀의 생일을 위해 바그너가 작곡한 책이 지그프리트 목가다. 이 작품은 그의 생일 아침 침실 옆 계단에서 그의 친구들에 의해 초연됐다. 그녀는 1869년부터 바그너가 사망하는 1883년까지 일기를 썼으며, 이것이 후에 출판되었다.
남편의 사후, 1906년까지 바이로이트 음악제를 주선해, 작품의 재연에 진력했다(상연연을 「방황하는 네덜란드인」이후로 한정한 것도 그녀의 의향에 의한다.). 자리를 지크프리트에게 물려준 뒤에도 음악계에 오랜 영향을 계속 남겼다.
일찍이 바그너와 친분이 있던 프리드리히 니체는 자신의 저서 『이 사람을 보라』에서 "내가 자신과 동등한 인간이라고 인정하고 있는 유일한 경우가 존재한다. 나는 그것을 깊은 감사의 뜻으로 고백한다. 코지마 리스트 부인은 유례없이 최고의 고귀한 천성의 소유자이다」라고 칭찬하고 있다.